# Companhia Francesa das Índias Orientais
A Companhia Francesa das Índias Orientais (em francês Compagnie française des Indes orientales) – Companhia francesa para o comércio das Índias Orientais - era uma empresa comercial, fundada pelas cartas patentes de 27 de agosto de 1664, cujo objetivo era “navegar e negociar na região que abrange o Cabo da Boa Esperança, os mares orientais e toda a Índia”, com o monopólio comercial de 50 anos. Sua criação tinha como objetivo competir com a Companhia Britânica das Índias Orientais e a Companhia Neerlandesa das Índias Orientais.

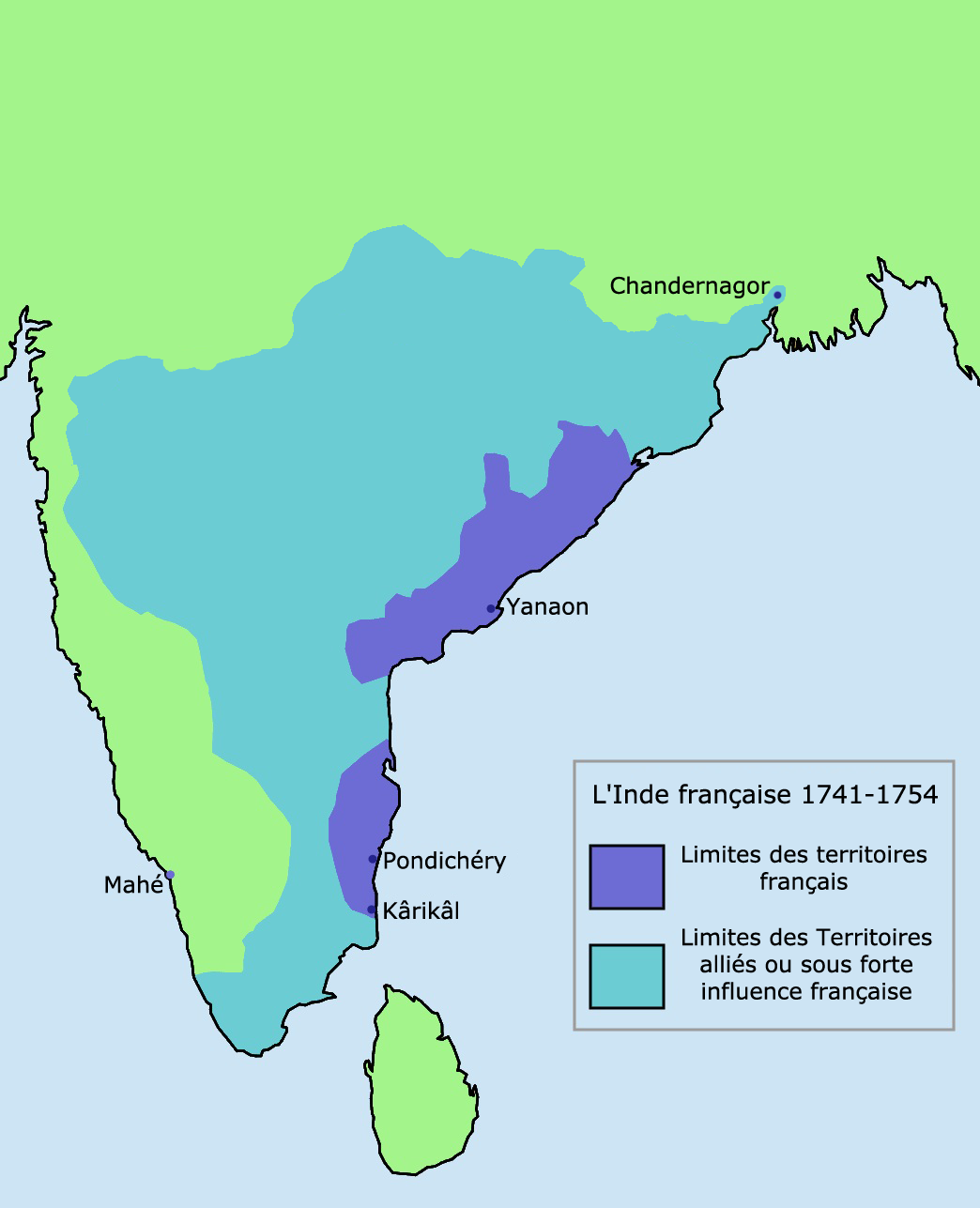
Máxima extensão da influência Francesa (1741-1754)

Até meados do século XVIII foi menos bem-sucedida que suas rivais mas, liderada pelo ambicioso governador Joseph François Dupleix, a companhia passou a ser uma grande ameaça à influência inglesa na Índia, principalmente pelas alianças que estabeleceu com governantes locais no sul daquele país, entre 1742 a 1754. Ostentou durante 50 anos o monopólio de navegação e comércio nos oceanos Pacífico e Índico, na área situada entre os cabos de Horn e da Boa Esperança. A Companhia prosperou e estendeu suas operações à China e à Pérsia. Em 1719, foi reorganizada com as companhias coloniais francesas da América e África, sob o nome de Compagnie des Indes (Companhia das Índias). As operações da Companhia foram suspensas definitivamente, por decreto real, em 1769.

## História

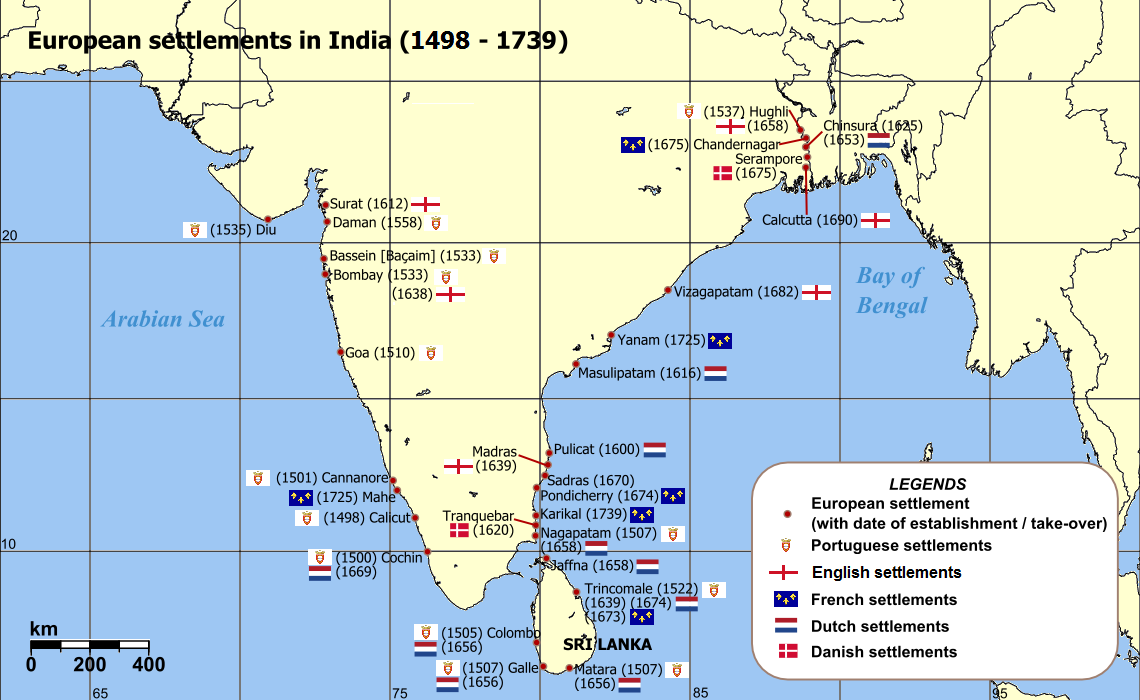
Colônias francesas e de outras potências européias na India.

Ele planejado por Jean Baptiste Colbert, é criado por uma verdadeira declaração de Luiz XIV, registada pela Parlamento de Paris e completado por estatutos que o tornam